# Lancia di salvataggio

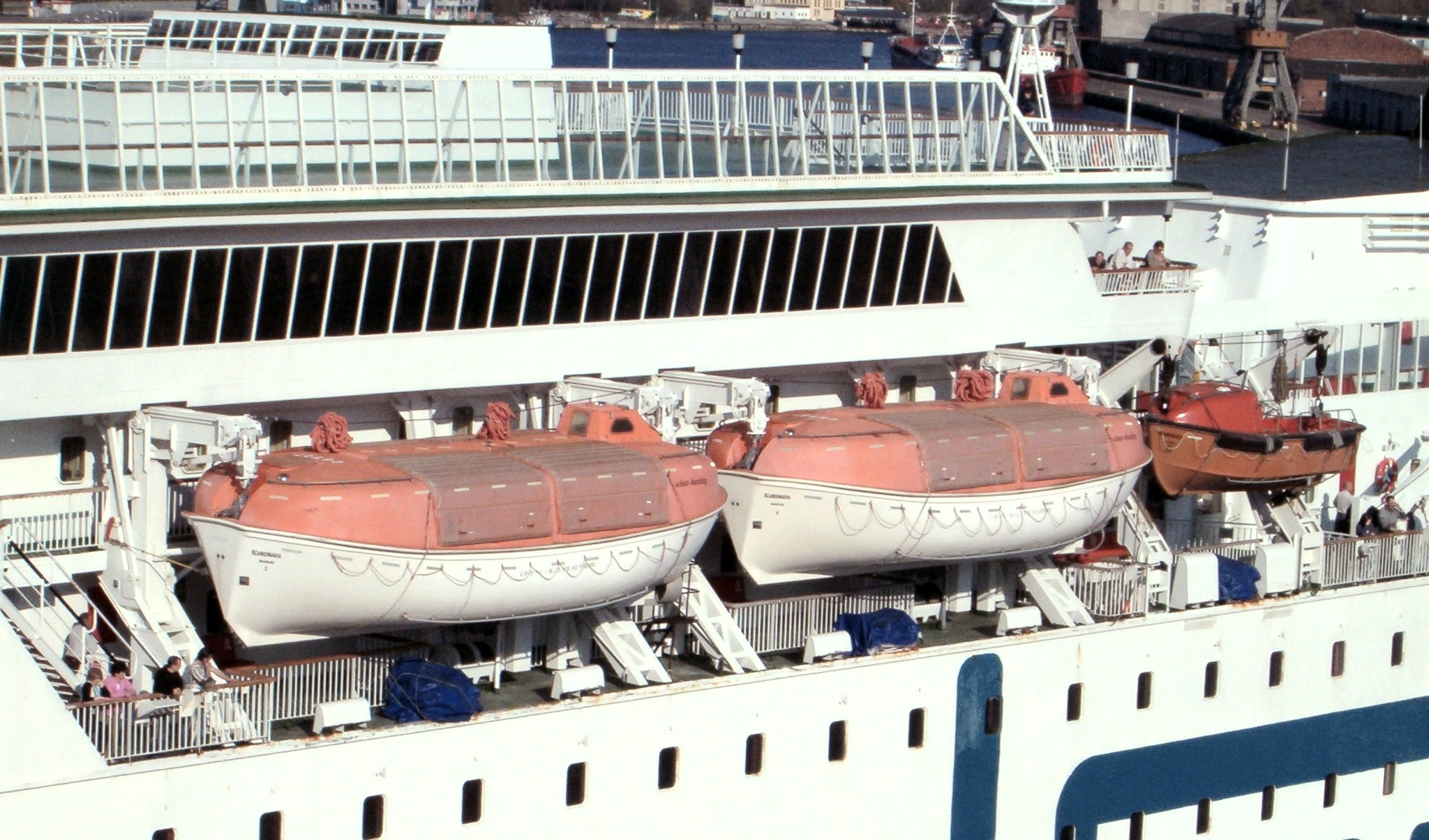
Scialuppe sul traghetto Scandinavia.

Una lancia di salvataggio (o scialuppa di salvataggio) è un'imbarcazione utilizzata per consentire ai passeggeri e all'equipaggio delle navi di abbandonare il natante in caso di necessità.

## Descrizione
Nel Regno Unito la traduzione inglese lifeboat è utilizzata anche per indicare un'imbarcazione utilizzata da volontari per raggiungere e soccorrere navi e persone che si trovano in difficoltà in mare.
Le lance propriamente dette nelle moderne motonavi sono supportate o addirittura sostituite da zattere autogonfiabili, che oltre ad occupare meno spazio a bordo permettono una migliore e veloce messa in acqua, velocizzando l'evacuazione. Questo sistema viene chiamato Marine Evacuation System (MES).

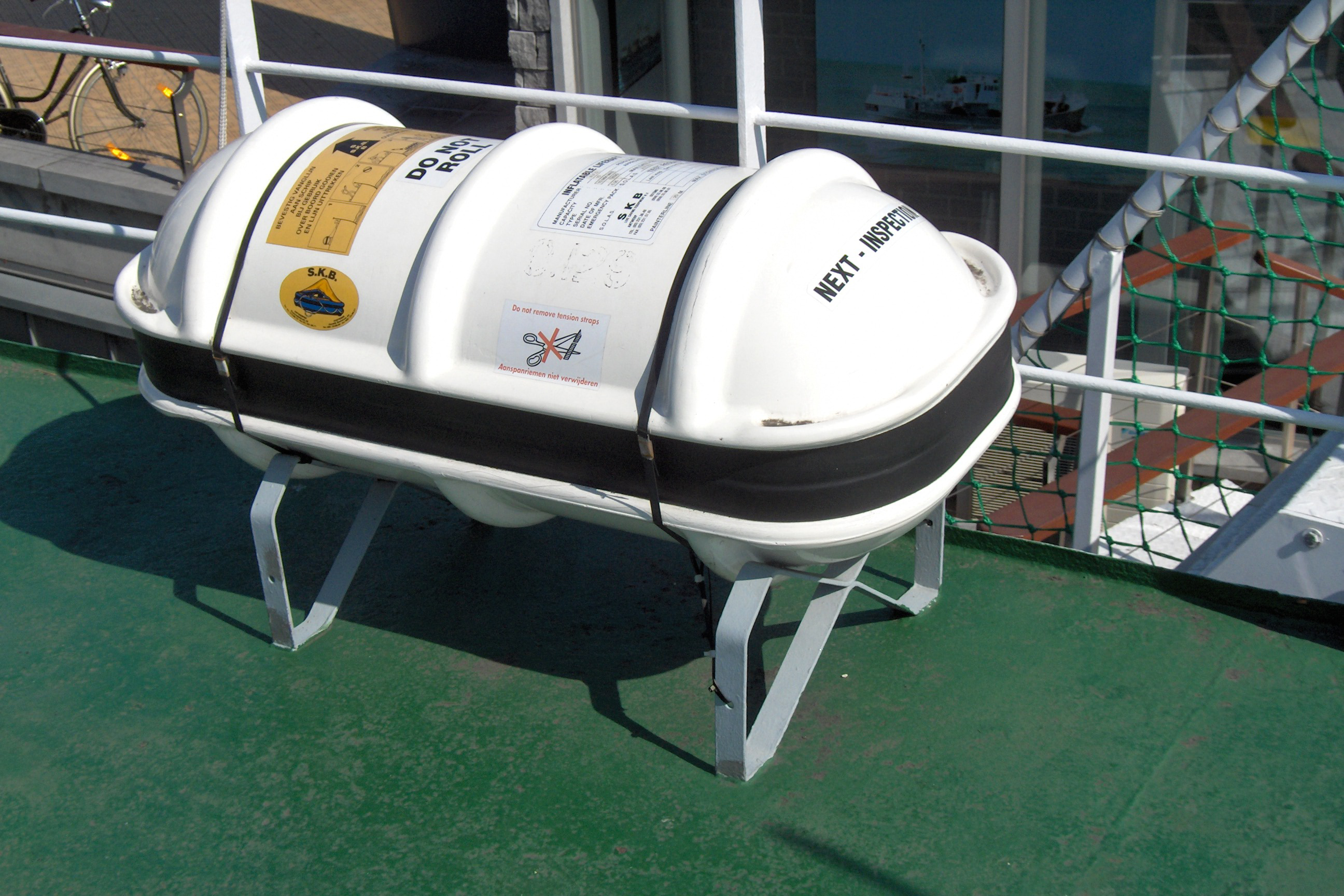
Un autogonfiabile di salvataggio, presente sui ponti delle navi

In entrambi i casi la scialuppa può essere costruita in materiale rigido o gonfiabile.